# 女性技術士の会
女性技術士の会（じょせいぎじゅつしのかい、英: Japan Women Engineers Forum）（略称：(JSPEW）とは、日本の女性の技術者によるNPO法人、職能団体。本部は東京都に置く。

## 概要
日本女性技術者科学者ネットワーク（略称：JNWES）の参加団体である。1993年に日本技術士会に所属する女性有志38名によって当初は日本技術士会の内部の任意部会として結成された。やがて独立団体となり、2007年にNPO法人として法人格を得る。
技術士の資格を持つ女性が中心になって活動しているが、現在は技術士の資格に拘らず、技術に広く興味を持つ女性の加盟も認めている。
主な活動として女性技術者のためのシンポジウム及び交流会や学集会の開催を行う。
2019年には、日本技術士会と協力して、韓国の女性技術士を招いた交流会を行う等の国際協力も行っている。